# 在ヒューストン日本国総領事館

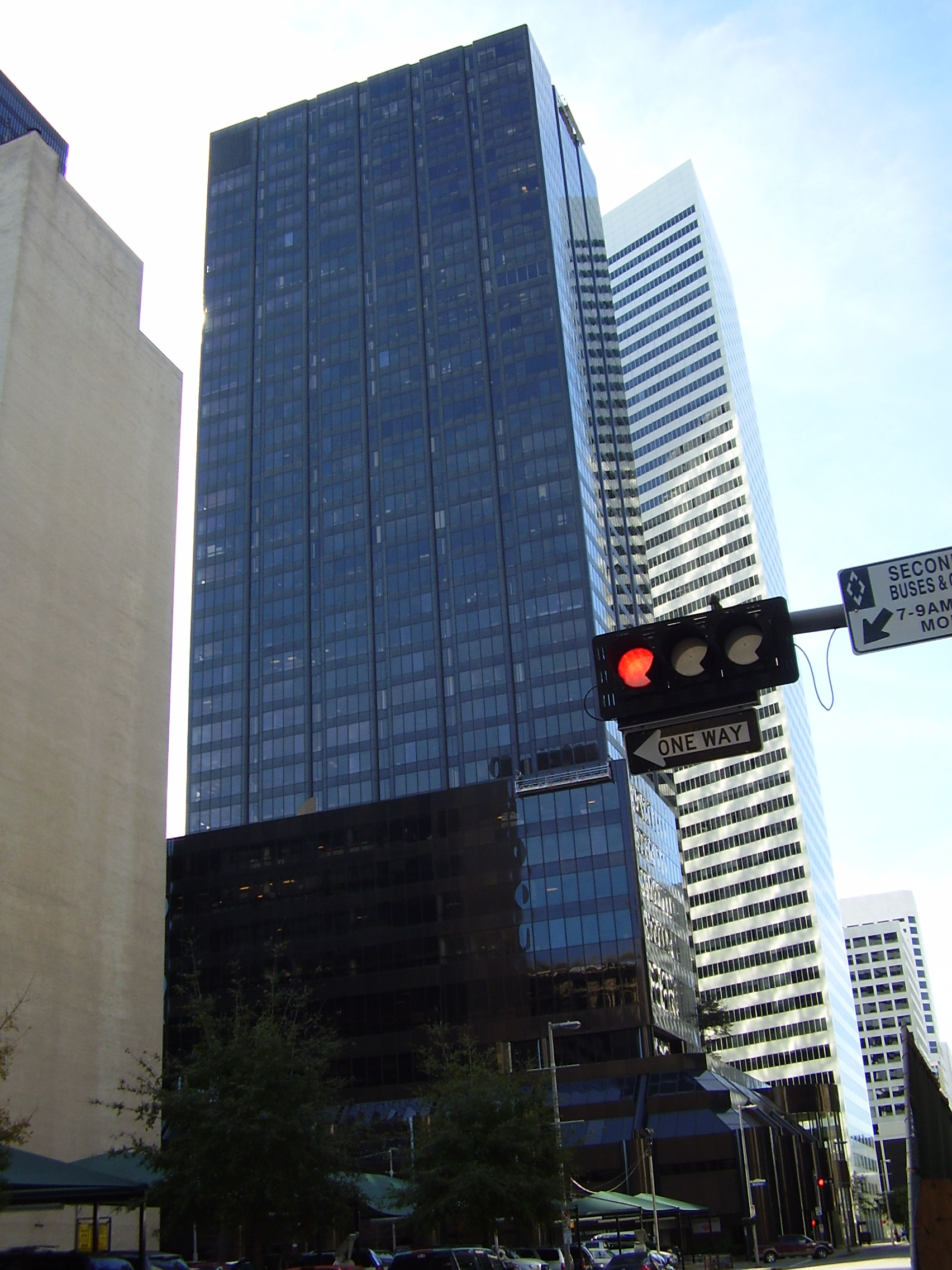
総領事館が入っているヒューストン・センター2

在ヒューストン日本国総領事館（ざいヒューストンにほんこくそうりょうじかん、英語: Consulate-General of Japan in Houston）は、アメリカ合衆国テキサス州ヒューストンにある日本の外交機関である。ダウンタウンのファニン・ストリート900番地に立地するヒューストン・センター2(2 Houston Center)の3000号室に入っている。この総領事館はテキサス・オクラホマの2州を管轄している。

## 歴史
総領事館は当初ファースト・インターステート・バンク・プラザ（現ウェルズ・ファーゴ・プラザ）の5300号室にあったが、後に2300号室に移った。
1993年までの10年間、総領事館は総領事の官舎を置いていたヒューストン都市圏のパイニーポイントビレッジ市(Piney Point Village)から請求された使用料の支払いを拒否していた。日本人はこれは税金であって、外交施設は課税されるべきでないと主張した。1993年、市は総領事館に、およそ14,000ドルを支払うよう通告した。日本人は国際的な取り決めで領事機関は課税対象ではないと主張した。一方、市は、この料金は使用者のサービス料であると主張した。市議会議員のジェームズ・ベイカーは、総領事館のごみ収集を停止すると脅し、総領事館を笑い物にした。同年9月、アメリカ合衆国国務省は総領事館は使用料を支払うべきであるが、消防や警察のサービスに対しては支払わなくても良いと言い渡した。総領事館は4,500ドルの利子を含めて12,000ドルを支払った。今西正次郎総領事は任期が終わって去る直前、毎年4,500ドルを市に支払うことを了承した
。

## ギャラリー

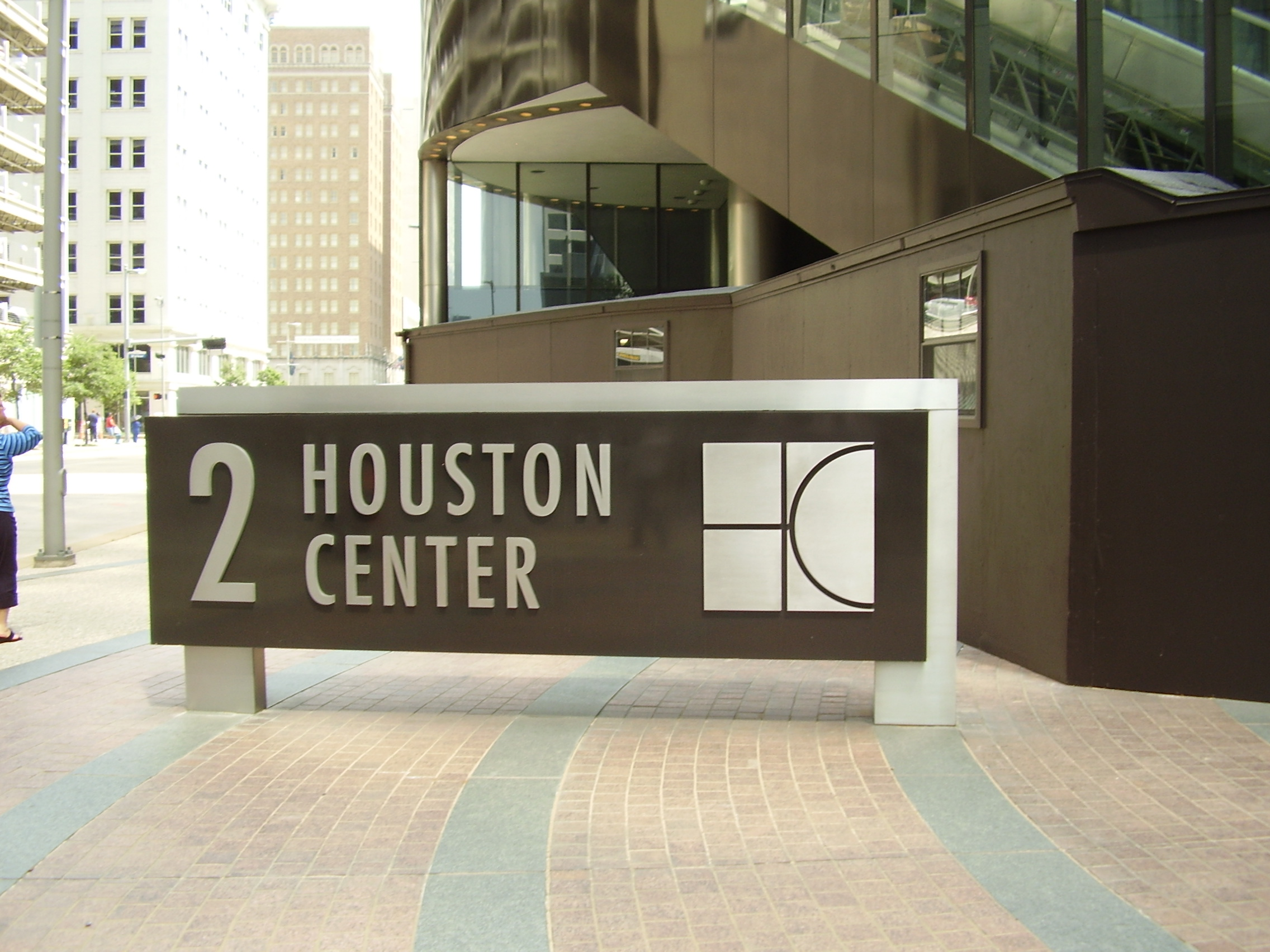
総領事館が入っているヒューストン・センター2の看板
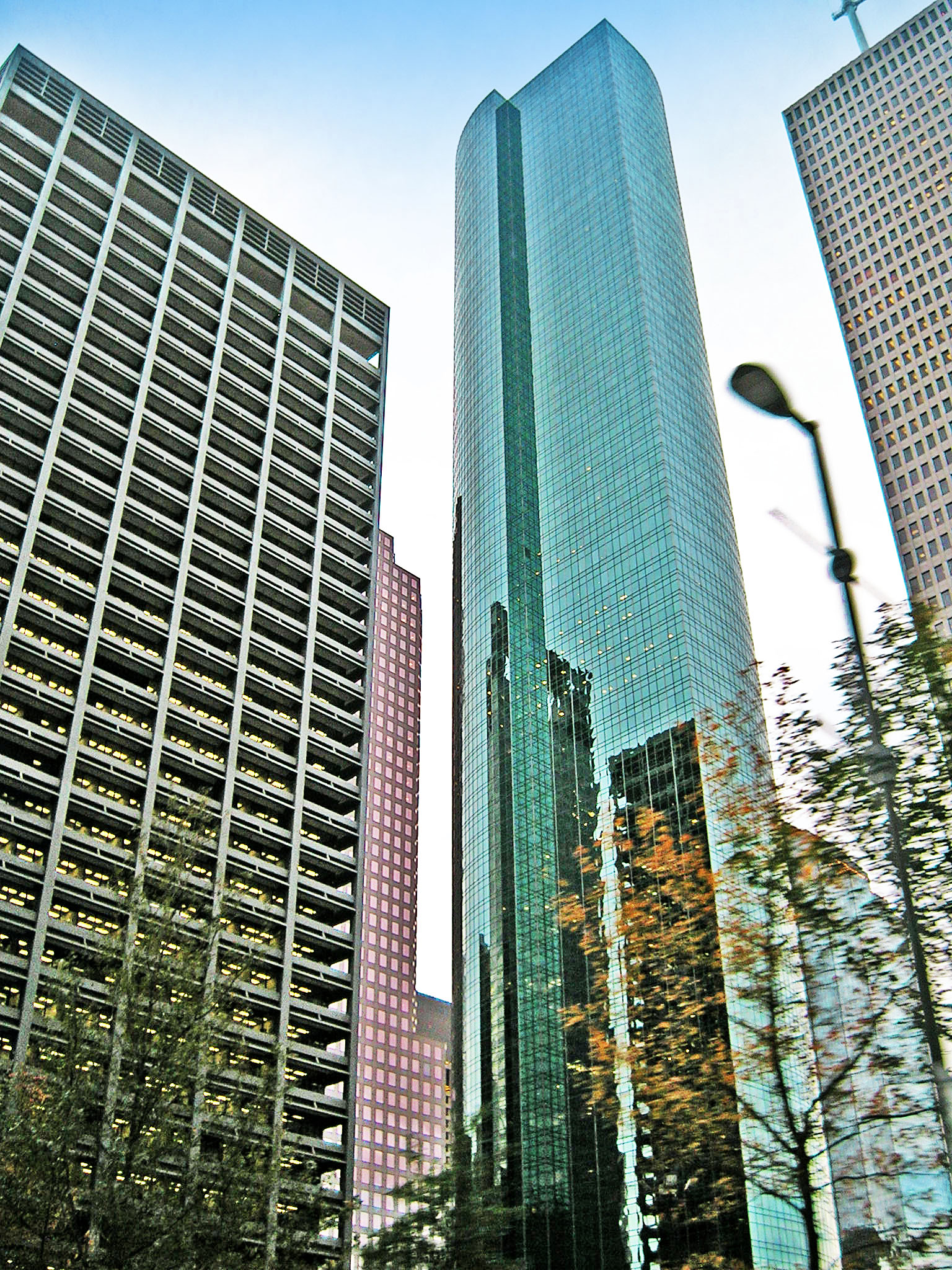
以前総領事館が入っていたウェルズ・ファーゴ・プラザ

## 註
1. ↑  "Consulate-General of Japan in Houston Archived 2008年6月29日, at the Wayback Machine.." 在アメリカ合衆国日本国大使館. 2008年12月24日閲覧.
2. ↑  https://web.archive.org/web/20020804090635/http://www.houston.us.emb-japan.go.jp/
3. ↑  Tolson, Mike. "Piney Point Village tells Japanese Consulate to pay its way/$14, 000 in user fees, or forget garbage pickup." Sec.A, p.11. Houston Chronicle. 1993年9月21日. 2009年1月13日.
4. ↑  "City says Japan owes $14,000 consulate debt." Associated Press. 1993年9月22日. 2008年12月24日閲覧.
5. ↑  Tolson, Mike. "Japanese consul coughs up Piney Point's fees." Sec.A, p.36. Houston Chronicle. 1993年12月15日. 2009年1月13日閲覧.